# Бережанка (Чемеровецкий район)
Бережанка (укр. Бережанка) — село в Чемеровецком районе Хмельницкой области Украины.
Расположено на реке Жванчик (приток Днестра).
Население по переписи 2001 года составляло 1188 человек. Почтовый индекс — 31600. Телефонный код — 3859. Занимает площадь 2,77 км². Код КОАТУУ — 6825280501.

## Местный совет
31600, Хмельницкая обл., Чемеровецкий р-н, с. Бережанка, ул. Центральная, 5